# 小三元
小三元是麻将中的一种和牌形式，指由中、發、白（三元牌）組成2組面子和1組對子（雀頭）之牌型，香港麻雀計5翻、廣東麻雀或港式台牌計20翻、国标麻将計64分、台灣麻將計4台、日本麻雀計2翻，但牌型中擁有兩組役牌因此實際上為4翻，因此也有部分遊戲會直接省略掉兩種役牌的翻數，直接將小三元計算為4翻。台灣麻將、香港麻雀、廣東麻雀和國標麻將不會另外再計役牌的台數。不計三元牌
日本麻雀如果胡此牌型，則最少有4翻30符（小三元2翻+兩個役牌2翻=4翻，副底20符+兩個么九明刻8符+役牌雀頭2符=30符），只要再多2符便可以達成滿貫。

## 例子
小三元 + 中 + 發 = 4翻

## 鏡頭
在攝影中，「小三元」亦可指具有F4.0恒定光圈的廣角、標準和長焦三支變焦鏡頭的組合。